# ستاره‌ای متولد شده است (فیلم ۱۹۷۶)
ستاره‌ای متولد شده‌است (انگلیسی: A Star Is Born) فیلمی در ژانر موزیکال به کارگردانی فرانک پیرسون است که در سال ۱۹۷۶ منتشر شد. از بازیگران آن می‌توان به کریس کریستوفرسون، گری بیوسی، باربارا استرایسند، تونی اورلندو و رابرت انگلوند اشاره کرد.